# Scythris chloraema
Scythris chloraema is een vlinder uit de familie dikkopmotten (Scythrididae). De wetenschappelijke naam van deze soort is voor het eerst geldig gepubliceerd in 1887 door Meyrick.
De soort komt voor in tropisch Afrika.